# Christian Fink

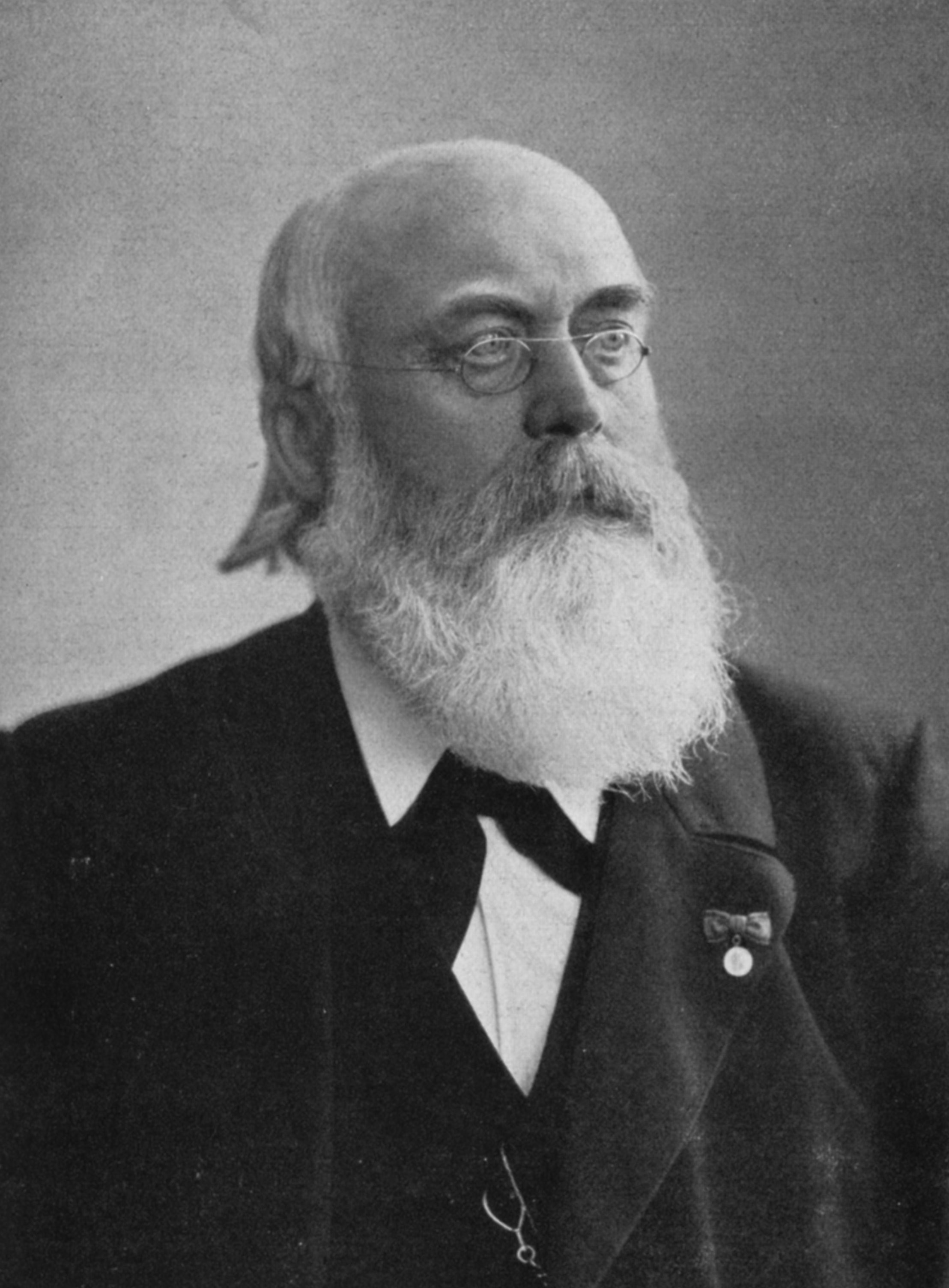
Christian Fink

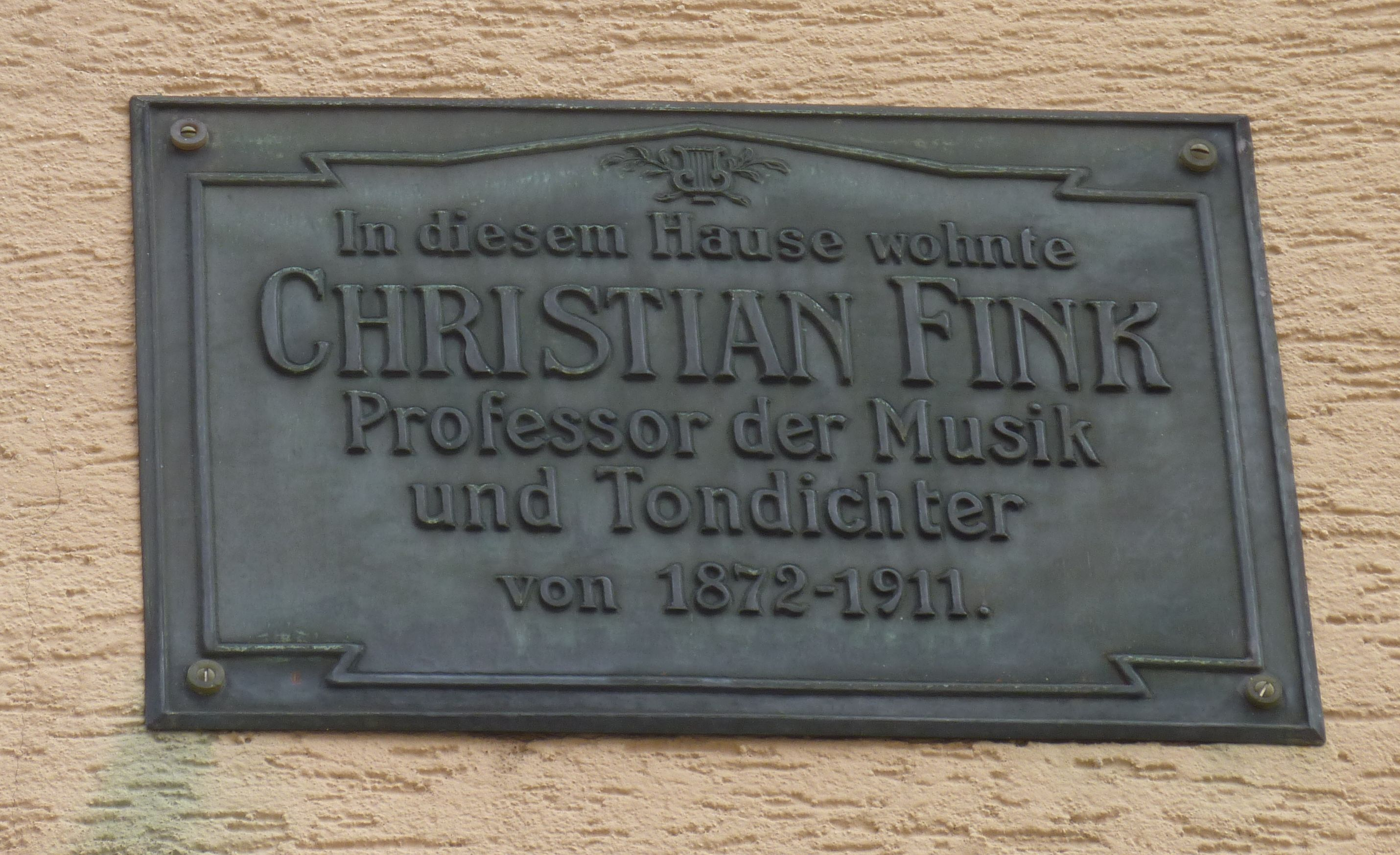
Hinweisschild an Finks einstigem Wohnhaus am Esslinger Hafenmarkt

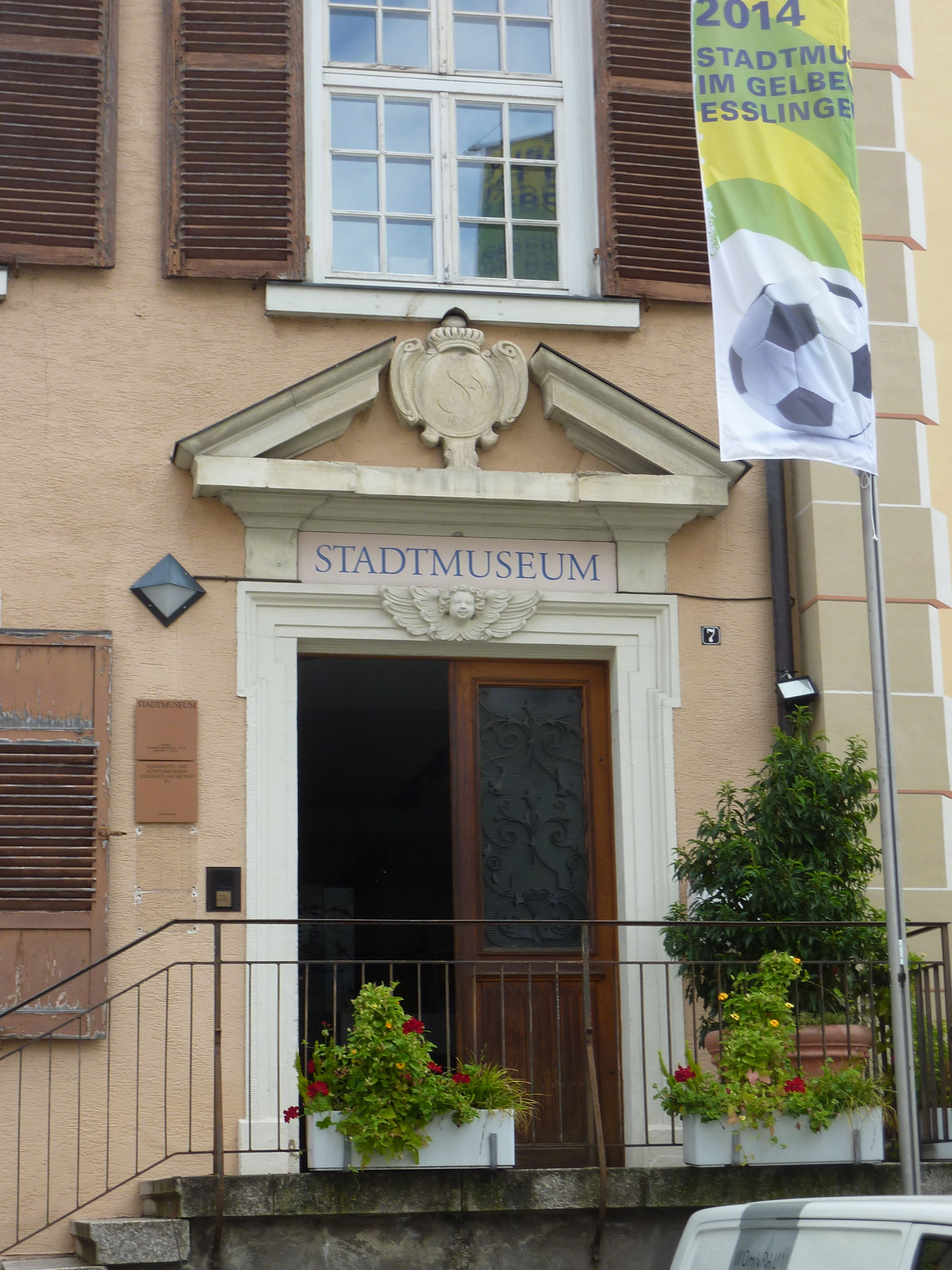
Eingang von Finks einstigem Wohnhaus

Christian Fink (* 9. August 1831 in Dettingen am Albuch; † 4. September 1911 in Eßlingen am Neckar) war ein deutscher Musiker, Komponist und Pädagoge. 

## Leben
Christian Fink war der Sohn des gleichnamigen Schulmeisters aus Dettingen bei Heidenheim. Zehn Jahre nach ihm wurde sein Bruder Friedrich Fink geboren. 1846 erhielt Christian Fink eine Lehrerausbildung am Stuttgarter Waisenhaus. Das Orgelspiel erlernte er bei Conrad Kocher. Nachdem er von 1849 an Musikgehilfe am Esslinger Lehrerseminar gewesen war, konnte er dank einer Stiftung der Königin Olga von 1853 bis 1855 in Leipzig und Dresden Musik studieren. Zu seinen Lehrern gehörten Ernst Friedrich Richter und Johannes Schneider (Orgel), Ignaz Moscheles (Klavier) und Moritz Hauptmann (Theorie). Franz Liszt äußerte sich anerkennend über Fink. Nach dem Studium kehrte er zeitweise nach Württemberg zurück und lebte zunächst als privater Musiklehrer und als Begleiter des Riedelschen Vereins in Leipzig. Er wirkte bei der Aufführung der Graner Festmesse Liszts 1859 in Leipzig mit.
1860 wurde er als Nachfolger von Johann Georg Frech zum Musiklehrer an das Esslinger Lehrerseminar und zum Musikdirektor an der Stadtkirche St. Dionys (Esslingen am Neckar) berufen. 1861 wurde er Chorleiter des Esslinger Liederkranzes; 1862 erhielt er den Professorentitel. Ab 1863 war er auch Musikdirektor des Oratorienvereins. Nachdem schon 1861 ein Festgruß Finks für vierstimmigen Männerchor anlässlich des 50-jährigen Jubiläums des Lehrerseminars aufgeführt worden war, folgte 1868 die Aufführung einer Kantate zur 50-Jahr-Feier des Stadtmuseums. 1869 legte Fink sein Amt als Leiter des Liederkranzes nieder. 1879 führte A. Hänlein seine Orgelsonate op. 1 auf dem Tonkünstlerfest in Wiesbaden erstmals auf. 1885 erhielt Fink anlässlich seines 25-jährigen Dienstjubiläums die große goldene Medaille für Kunst und Wissenschaft am Bande des Ordens der Württembergischen Krone. 1891 wurde er Ehrenmitglied des evangelischen Kirchengesangvereins.
Im Jahr 1900 wurde er anlässlich seines 40-jährigen Dienstjubiläums mit dem Ritterkreuz erster Klasse des Friedrichs-Ordens dekoriert, zwei Jahre später beendete er seine Tätigkeit als Leiter des Oratorienvereins. 1904 gab er auch die Tätigkeit als Stadtkirchenkantor und -organist auf und 1905 wurde er am Lehrerseminar pensioniert.

## Posthume Würdigung
Anlässlich seines 100. Geburtstages wurden im Jahr 1931 zwei Jubiläumsfeiern veranstaltet, auf denen ausschließlich Kompositionen Finks zu hören waren. Eine CD mit Christian Finks Orgelwerken kam 2001 auf den Markt. Auch anlässlich seines 100. Todestages wurde ein Konzert gegeben. Der Pianist Robert Bärwald veröffentlichte mit den Sängerinnen Christine Reber (Sopran) und Carmen Mammoser (Alt) sowie dem Sänger Teru Yoshihara (Bariton) 2018 eine CD mit Liedern und Klavierwerken Finks.

## Werke
Vokalwerke
- op. 49: Vier Lieder mit Orgel
- op. 51: Vier Lieder mit Orgel

Orgelwerke
- opp. 1–83: Fünf Orgelsonate[5]
- op. 93: Acht Choralvorspiele:
  - Nr. 1 Wie schön leuchtet der Morgenstern
  - Nr. 2 Seelenbräutigam
  - Nr. 4 Sollt es gleich bisweilen scheinen
  - Nr. 5 Gott sei Dank in aller Welt
  - Nr. 6 Ach was soll ich Sünder machen
  - Nr. 7 Erhalt uns Herr bei deinem Wort
  - Nr. 8 Wer weiß, wie nahe mir mein Ende

Klavierwerke
- op. 11: Sonate No.1 A-dur[6]
- op. 21: Sonate No.2 Es-dur[7]

## Familie
Christian Fink heiratete am 1. Mai 1869 Rosa Pauline Karoline Schreiber (1847–1911), eine Tochter von Jakob Friedrich Ferdinand Schreiber, für die er viele Lieder komponierte. Die drei Töchter Rosa Helene, Maria Johanna und Eugenie Elisabeth wurden in den Jahren 1870 bis 1872 geboren, Sohn Max Gustav folgte 1875, starb aber im Alter von wenigen Monaten. Aus der Ehe der ältesten Tochter mit dem Handschuhfabrikanten Ernst Schimpf ging 1897 der Sohn Hans Friedrich Wilhelm Schimpf hervor, 1898 die Tochter Elisabeth Eugenie Rosa, genannt Lilli. Hans Schimpf wurde Korvettenkapitän, Spezialist für Funkaufklärung, zuletzt Leiter des Forschungsamtes (eines Nachrichtendienstes) und kam 1935 unter mysteriösen Umständen ums Leben. Er hinterließ eine Witwe und vier Kinder, darunter den 1924 geborenen Sohn Rolf. Finks Nachlass befindet sich im Stadtarchiv Esslingen.